# Корнилов, Алексей Александрович
Алексей Александрович Корнилов (26 мая 1830 — 14 мая 1893) — русский вице-адмирал, участник Крымской войны, герой обороны Севастополя.

## Биография
Родился в семье отставного капитана 2-го ранга (позже — коллежского советника) Александра Петровича Корнилова (1798 — ?) и его 1-й супруги Татьяны Алексеевны, урожденной Зайцевой.

## Служба
22 января 1843 года зачислен в Морской кадетский корпус. 19 августа 1847 года произведён в гардемарины, а 28 августа — в унтер-офицеры. 1 июля 1849 года произведён в чин мичмана.
В 1849—1850 годах на корабле «Выборг» крейсировал по Балтийскому морю. В 1851 году на корабле «Двенадцать Апостолов» крейсировал по Чёрному морю, а затем на пароходофрегате «Владимир» ходил по черноморским портам.
18 ноября 1853 года на пароходофрегате «Одесса» участвовал в Синопском сражении и «за точное выполнение распоряжений командира с отличным присутствием духа» произведён в чин лейтенанта и награждён орденом Святой Анны III степени с бантом и годовым окладом жалования. В 1854 году на пароходофрегате «Владимир» участвовал в вылазках против неприятельских судов, за что 16 декабря награждён орденом Святого Владимира IV степени с бантом. В мае-августе 1855 года состоял в гарнизоне Севастополя на 3-м бастионе; 20 августа ранен в лицо, голову, плечо и ногу. 2 июня «за отличие при обороне Севастополя» награждён золотой саблей с надписью «за храбрость» и 8 сентября орденом Святой Анны II степени с мечами.
В 1856 году на клипере «Наездник» перешёл из Архангельска в Кронштадт. В 1857—1860 годах на клипере «Джигит» совершил кругосветное плавание. 25 января 1860 года назначен командиром этого клипера, и 17 октября произведен в чин капитан-лейтенанта. 1 января 1862 года награждён орденом Святого Станислава II степени с императорской короной.
19 марта 1862 года назначен командиром винтовой шхуны «Сахалин», командуя которой перешел из Гамбурга к устью Амура, после чего на корвете «Богатырь» в должности флаг-офицера при контр-адмирале А. А. Попове плавал по тихоокеанским портам и участвовал в гидрографических работах.
26 августа 1863 назначен командиром броненосной лодки «Смерч», командуя которой плавал в 1864—1868 годах Финском заливе. 26 сентября 1866 года произведен в чин капитана 2-го ранга. В том же году награждён орденом Святой Анны II степени с императорской короной. 24 февраля 1869 года назначен командиром броненосной батареи «Кремль». 9 февраля 1870 года «за неосторожность, последствием которой была гибель фрегата «Олег», от столкновения его с батареей у острова Гогланд, 3 августа 1869 г.» объявлен выговор. 
1 января 1870 года назначен командиром фрегата «Ослябя», а 16 марта — фрегата «Минин» и в 1870—1874 годах в должности флаг-капитана при начальнике броненосной эскадры Балтийского моря вице-адмирале Г. И. Бутакове плавал в Финском заливе. 1 января 1871 года назначен командиром броненосной батареи «Кремль». 
1 января 1871 года произведён в чин капитана 1-го ранга, а 1 января следующего года награждён орденом Святого Владимира III степени. В 1875 году, командуя фрегатом «Петропавловск» перешел из Кронштадта в Копенгаген, где был пожалован орденом Меча командорского креста II степени. В 1876—1877 годах командовал тем же фрегатом в Средиземном море, а в 1878—1882 годах — в Балтийском море.
23 августа 1882 года произведён в чин контр-адмирала с назначением младшим флагманом Балтийского флота. 2 мая 1884 года назначен исправляющим должность начальника Главного Морского штаба.
22 октября 1885 года назначен командующим эскадрой Тихого океана и в 1886—1887 годах командовал судами в Тихом океане. 1 января 1886 года награждён орденом Святого Станислава I степени, а в следующем году пожалован орден Восходящего солнца I класса.
22 октября 1887 года отчислен от командования эскадрой, а 1 января 1888 года произведён в чин вице-адмирала с назначением старшим флагманом Балтийского флота. 27 октября 1889 году уволен со службы.
В честь А. А. Корнилова названа бухта (Японское море, полуостров Корея): обследована в 1886 году экипажем клипера «Крейсер», тогда же присвоено название в честь контр-адмирала Алексея Александровича Корнилова.
В честь А. А. Корнилова также названа гавань Корнилова [Наджинхан] в Японском море (полуостров Корея), 42°13′ с.ш., 130°18′ в.д., обследована в 1887 году экипажем канонерской лодки «Сивуч», тогда же было присвоено название.